# O Guerreiro Didi e a Ninja Lili
O Guerreiro Didi e a Ninja Lili é um filme brasileiro de 2008, dirigido por Marcos Figueiredo e estrelado por Renato Aragão, interpretando seu personagem Didi. A história do filme é uma adaptação dos clássicos literários Oliver Twist e Poliana.

## Sinopse
No início do século XX, Lili (Lívian Aragão) é a filha de um jovem oficial europeu convocado para a guerra. Um mestre oriental fica responsável pela educação dela, principalmente na milenar arte que deu origem aos ninjas. Ele envia Lili de volta à Europa para ser criada por sua única familiar viva, Morgana (Vanessa Lóes), sua milionária tia materna. Mas a menina não está sozinha: o mestre pede para que o atrapalhado Didi (Renato Aragão) cuide da pequena ninja.

## Elenco
| Renato Aragão     | Didi         |
| Lívian Aragão     | Lili         |
| Vanessa Lóes      | Morgana      |
| Marcello Novaes   | Dr. Marcos   |
| Cadu Fávero       | Jack         |
| Daniele Suzuki    | Yolanda      |
| Luan Assimos      | Daniel       |
| Rodrigo Hilbert   | Lucas        |
| Rafael Ritto      | Pedro        |
| Werner Schünemann | George       |
| João Vitor Silva  | Rob          |
| Cadu Paschoal     | Fubá         |
| Ken Kaneco        | Mestre       |
| Carl Schumacher   | Dr. Otávio   |
| Ed Oliveira       | Brutamonte 1 |
| Val Perré         | Brutamonte 2 |
| Bia Sion          | Senhora      |

## Prêmios
O filme foi indicado ao Grande Prêmio Brasileiro de Cinema na categoria Melhor Filme Infantil.